# Soubise, Charente-Maritime
Soubise là một xã trong tỉnh Charente-Maritime trong vùng Nouvelle-Aquitaine, tây nam nước Pháp. Xã Soubise, Charente-Maritime nằm ở khu vực có độ cao từ 0-22 mét trên mực nước biển.